# Petřvald, Nový Jičín
Petřvald là một làng thuộc huyện Nový Jičín, vùng Moravskoslezský, Cộng hòa Séc.